# Мирне (Луцький район)
Ми́рне — село в Україні, у Горохівській міській громаді Луцького району Волинської області. Колишній центр сільської Ради. Розташоване за 18 км на північний схід від центру громади, за 4 км від шосе Луцьк—Львів і за 10 км від залізничної станції Звиняче. Через село протікає річка Полонка. Також в межах села розташовані три ставки: Старий, Середній і Десятинський. Сільраді підпорядковане село Десятина. Населення становить 1029 особи.

## Історія
У 1906 році село Блудів Свинюської волості Володимир-Волинського повіту Волинської губернії. Відстань від повітового міста 50 верст, від волості 10. Дворів 240, мешканців 1808.
До 1964 року село мало назву Блудів.
12 червня 2020 року, відповідно до розпорядження Кабінету Міністрів України № 708-р «Про визначення адміністративних центрів та затвердження територій територіальних громад Волинської області», село увійшло в склад Горохівської міської громади.
19 липня 2020 року, в результаті адміністративно-територіальної реформи та ліквідації Горохівського району, село увійшло до складу новоутвореного Луцького району.
В селі також є дошкільний навчальний заклад «Зернятко».
Також тут є навчальний заклад «Мирненський ліцей Горохівської МР» (до 2021 року загальноосвітня школа І-ІІІст. с. Мирне). Директор школи: Климковецька В. М.
Тут є Будинок культури, стадіон, храм Архистратига Михаїла — настоятель о. Євген Рудь.
Є сільська футбольна команда СК «Блудів».
Працює фермерське господарство, ТзОВ «Волинь-зерно-продукт» (Вілія).

## Населення
Згідно з переписом УРСР 1989 року чисельність наявного населення села становила 1333 особи, з яких 608 чоловіків та 725 жінок.
За переписом населення України 2001 року в селі мешкало 1219 осіб.
Станом на 01.01.2021 в школі навчається 156 учнів.

### Мова
Розподіл населення за рідною мовою за даними перепису 2001 року:
| Мова       | Відсоток |
| ---------- | -------- |
| українська | 98,61 %  |
| російська  | 0,74 %   |
| вірменська | 0,49 %   |
| білоруська | 0,16 %   |